# 小阿谢
小阿谢（法語：Achiet-le-Petit，法語發音：[aʃjɛ lə pəti]）是法国上法蘭西大區加来海峡省的一个市镇，与大阿谢相邻，属于阿拉斯区。

## 地理
小阿谢（50°7'26"N, 2°45'5"E）面积7.25 平方千米，位于法国上法蘭西大區加来海峡省，该省份为法国北部沿海省份，西北濒北海，南至索姆省，东临北部省。
与小阿谢接壤的市镇（或旧市镇、城区）包括：库尔塞勒勒孔特、伊尔勒、米罗蒙、阿布兰兹韦勒、大阿谢、比夸、格雷维莱。

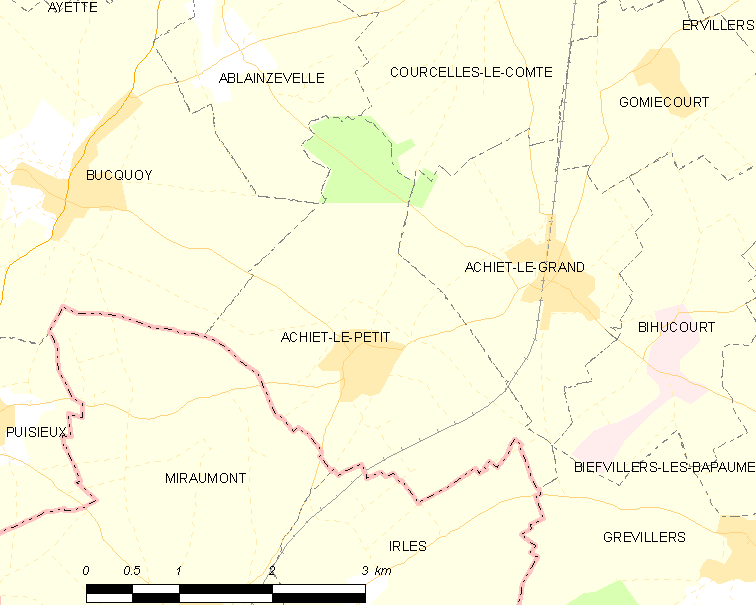
小阿谢的OSM定位图

小阿谢的时区为UTC+01:00、UTC+02:00（夏令时）。

## 行政
小阿谢的邮政编码为62121，INSEE市镇编码为62006。

## 政治
小阿谢所属的省级选区为巴波姆县。

## 人口

1962-2008年间小阿谢人口变化图示

小阿谢于2022年1月1日时的人口数量为311人。